# Championnats d'Amérique du Nord de patinage artistique 1963
Navigation
Édition précédente Édition suivante
Les 20e championnats d'Amérique du Nord de patinage artistique ont lieu les 15 et 16 février 1963 à Vancouver dans la province de Colombie-Britannique au Canada. 
Quatre épreuves y sont organisées: messieurs, dames, couples artistiques et danse sur glace.
Ce sont les premiers championnats nord-américains organisés après la mort de toute l'équipe américaine, se rendant aux mondiaux de 1961 à Prague, lors de la catastrophe aérienne du vol Sabena 548. L'équipe américaine encore affaiblie de cette catastrophe, ne gagne aucun titre lors de ces championnats nord-américains à Vancouver.

## Podiums
| Épreuves                            | Or                             | Argent                                 | Bronze                        |
| ----------------------------------- | ------------------------------ | -------------------------------------- | ----------------------------- |
| Messieurs résultats détaillés       | Donald McPherson               | Thomas Litz                            | Scott Allen                   |
| Dames résultats détaillés           | Wendy Griner                   | Petra Burka                            | Shirra Kenworthy              |
| Couples résultats détaillés         | Debbi Wilkes / Guy Revell      | Gertrude DesJardins / Maurice LaFrance | Vivian Joseph / Ronald Joseph |
| Danse sur glace résultats détaillés | Paulette Doan / Kenneth Ormsby | Donna Mitchell / John Mitchell         | Sally Schantz / Stanley Urban |

## Tableau des médailles
| Rang  | Nation     | Or | Argent | Bronze | Total |
| ----- | ---------- | -- | ------ | ------ | ----- |
| 1     | Canada     | 4  | 3      | 1      | 8     |
| 2     | États-Unis | 0  | 1      | 3      | 4     |
| Total | Total      | 4  | 4      | 4      | 12    |

## Détails des compétitions

### Messieurs
| Rang | Nom              | Pays       |
| ---- | ---------------- | ---------- |
| 1    | Donald McPherson | Canada     |
| 2    | Thomas Litz      | États-Unis |
| 3    | Scott Allen      | États-Unis |
| 4    | Donald Knight    | Canada     |
| 5    | Monty Hoyt       | États-Unis |
| 6    | Bill Neale       | Canada     |

### Dames
| Rang | Nom               | Pays       |
| ---- | ----------------- | ---------- |
| 1    | Wendy Griner      | Canada     |
| 2    | Petra Burka       | Canada     |
| 3    | Shirra Kenworthy  | Canada     |
| 4    | Lorraine Hanlon   | États-Unis |
| 5    | Karen Howland     | États-Unis |
| 6    | Christine Haigler | États-Unis |

### Couples
| Rang    | Nom                                        | Pays       |
| ------- | ------------------------------------------ | ---------- |
| 1       | Debbi Wilkes / Guy Revell                  | Canada     |
| 2       | Gertrude DesJardins / Maurice LaFrance     | Canada     |
| 3       | Vivian Joseph / Ronald Joseph              | États-Unis |
| 4       | Judianne Fotheringill / Jerry Fotheringill | États-Unis |
| 5       | Linda Ann Ward / Neil Carpenter            | Canada     |
| Forfait | Patti Gustafson / Pieter Kollen            | États-Unis |

### Danse sur glace
| Rang | Nom                               | Pays       |
| ---- | --------------------------------- | ---------- |
| 1    | Paulette Doan / Kenneth Ormsby    | Canada     |
| 2    | Donna Mitchell / John Mitchell    | Canada     |
| 3    | Sally Schantz / Stanley Urban     | États-Unis |
| 4    | Yvonne Littlefield / Peter Betts  | États-Unis |
| 5    | Carole Forrest / Kevin Lethbridge | Canada     |
| 6    | Lorna Dyer / John Carrell         | États-Unis |